# 学校法人土浦日本大学学園
学校法人土浦日本大学学園（がっこうほうじんつちうらにほんだいがくがくえん）は1963年に設立された学校法人日本大学と準付属校として設立された学校法人。高等学校2校、中等教育学校1校、及び幼稚園を設置・運営している。高等学校及び中等教育学校は日本大学と準付属提携をしている。準附属の中でも歴史がある法人である。

## 沿革
- 1963年2月 - 日本大学の準付属高校として土浦高等学校が設立される。
- 1964年7月 - 土浦日本大学高等学校と改称。
- 1965年4月 - 土浦日本大学高等学校付属幼稚園開園。
- 1973年 - 西茨城郡岩瀬町（当時）が羽黒中学校跡地へ土浦日本大学高等学校を誘致。
- 1974年4月 - 土浦日本大学高等学校の分校として同校岩瀬校舎が開校（日本大学との付属契約関係はなし）。
- 1987年4月 - 男女共学制を導入。
- 2002年4月 - 岩瀬日本大学高等学校が独立（日本大学との準付属契約が成立）。
- 2003年4月 - 土浦日本大学中学校開校。
- 2007年3月 - 土浦日本大学中学校廃校（書類上）。
- 2007年4月 - 土浦日本大学中等教育学校開校。

## 設置教育機関
- 高等学校
  - 土浦日本大学高等学校（日本大学準付属校）
  - 岩瀬日本大学高等学校（日本大学準付属校）
- 中等教育学校
  - 土浦日本大学中等教育学校（日本大学準付属校）
- 幼稚園
  - 土浦日本大学高等学校附属幼稚園

## 旧設置教育機関
- 中学校
  - 土浦日本大学中学校（日本大学準付属校） - 土浦日本大学中等教育学校設立に伴い2007年廃止。
  - 現在は土浦日本大学中等教育学校として運営されている。